# Silvia Rodríguez Villamil
Silvia Rodríguez Villamil (Montevideo, 1939 - 17 de agosto de 2003) fue una historiadora, feminista, escritora y activista política y social uruguaya.

## Biografía
En 1968 publicó a través de Ediciones de la Banda Oriental, su libro "Las mentalidades dominantes en Montevideo (1850-1900) : La mentalidad criolla tradicional". Esta obra representó un aporte importante al estudio de la mentalidad e idiosincrasia de Uruguay, que había comenzado a ser explorada por Carlos Real de Azúa (El patriciado uruguayo, 1961) y fue continuada por la obra de José Pedro Barrán y Benjamín Nahum. Un segundo tomo proyectado por la autora dedicado a "La mentalidad urbana y europeizada", fue incluido en una reedición por la misma editorial en forma póstuma en el año 2008.
Alrededor de 1983 fundó junto a otras feministas como Graciela Sapriza, el Grupo de Estudios sobre la Condición de la Mujer en el Uruguay (GRECMU), el cual publicó varios libros relevantes sobre esa temática, como "El voto femenino en el Uruguay : conquista o concesión?" (1984), "Nosotras en la historia"(1988), "Mujeres militantes y conciencia de género" (1990), "Situación y problemática de la mujer uruguaya actual" (1991).

## Obras
- 1968, Las mentalidades dominantes en Montevideo (1850-1900): La mentalidad criolla tradicional (Ediciones de la Banda Oriental)
- 1982, La inmigración europea en el Uruguay
- 1984, Mujer, Estado y política en el Uruguay del siglo XX
- 1984, El voto femenino en el Uruguay : conquista o concesión?
- 1988, Nosotras en la historia
- 1990, Mujeres militantes y conciencia de género
- 1991, Situación y problemática de la mujer uruguaya actual
- 2006, La antesala del siglo XX (1890-1910) (en coautoría con Susana Antola)
- 2008, Las mentalidades dominantes en Montevideo (1850-1900) (Ediciones de la Banda Oriental)